# 천메이스
천메이스(陳美詩, 진미시, 영문명은 Macy Chan, 1981년 2월 22일 ~ )는 중화인민공화국 홍콩 특별행정구의 여성 연극배우, 영화배우, 텔레비전 연기자, 가수, 작사가이다.

## 생애
2002년 연극배우 첫 데뷔하였고 2004년 텔레비전 드라마에 첫 출연하였으며 이어 같은 해 2004년 가수로도 데뷔하였고 이듬해 2005년 영화 《옹포매일각화화(擁抱每一刻花火)》의 단역으로 영화배우 데뷔하였다.

## 호우(好友) 관계
- 랴오쥔자, 량청치, 장만링과 절친한 관계이다.